# Matija Murko
Matija Murko [matíja múrko], slovenski literarni zgodovinar, etnolog, slavist in urednik, * 10. februar 1861, Drstelja, † 11. februar 1952, Praga, Češkoslovaška (sedaj Češka).

## Življenje
Rodil se je očetu Martinu in materi Elizabeti (rojena Kramberger) v vasi Drstelja v okolici Ptuja, kjer je tudi obiskoval osnovno šolo. Osnovno šolo je obiskoval na Destrniku in na Ptuju, kjer je obiskoval tudi nižje razrede klasične gimnazije, višje pa v Mariboru. Kasneje je odšel na Dunaj, kjer je sedem let študiral germanistiko in slavistiko. S svojim profesorjem Francem Miklošičem se je zbližal in mu je pomagal pri njegovem znanstvenem delu. V enem izmed prvih objavljenih tekstov Miklošič in Hrvati ga brani pred napadi hrvaških publicistov. Zaključno delo na temo enklitike v slovenščini je bilo pod Miklošičevim vplivom še jezikoslovnega značaja, potem se je usmeril v primerjalni študij slovanskih literatur in postal slovanski filolog v najširšem pomenu besede. Nanj pa je vplival tudi drugi predstojnik dunajske slavistike Vatroslav Jagić, ki ga je med drugim usmeril v folkoristiko. Po doktoratu germanistike (1886) se je študijsko izpopolnjeval v Moskvi (1887/1888 je leto in pol s štipendijo dunajske univerze študijsko potoval po Rusiji), ob vrnitvi na Dunaj pa je bil 1897 habilitiran v privatnega docenta za slovansko filologijo na Filozofski fakulteti dunajske univerze. Habilitacijsko delo Deutsche Einflüsse auf die Anfänge der böhmischen Romantik (Gradec 1897) je izšlo kot prvi del monografije o nemških vplivih na začetke slovanske romantike (pripravljene monografije ni dokončal). Monografija je bila dobro sprejeta pri čeških znanstvenikih.
Leta 1903 se je poročil z Jelo Srnec.
Po univerzitetni karieri na Dunaju je kot redni profesor za slovansko filologijo več kot deset let oblikoval slavistiko na Univerzi v Gradcu (od leta 1902).  Murkova graška leta (od 1902 do1917) so bila za Slovence pomembna, saj sta s Karlom Štrekljem v slavističnem seminarju vzgojila vrsto slovenistov in slavistov. Kot sourednik  je sodeloval pri časopisu Wörter und Sachen (od 1909 dalje). Nato je nekaj let prebil na Filozofski fakulteti v Leipzigu (od 1917 do 1920). Upokojitev je dočakal v Pragi, kjer so ga na Filozofski fakulteti Karlove univerze izvolili v rednega profesorja za jugoslovanske jezike in književnosti. Murko je bil tudi eden izmed ustanoviteljev Slovanskega inštituta, ki se je ustanavljal v tem času, med letoma 1932 in 1941 pa mu je celo predsedoval.
V Pragi ga niso vzeli na splošno slavistiko – kot je bilo to na predhodnih univerzah, ampak so ga sprejeli kot profesorja za južnoslovanske literature in jezike. Na začetku, pod vplivom  Miklošiča, je bil Murko sicer usmerjen v jezikoslovje, vendar o jeziku na obeh predhodnih univerzah pred tem skoraj ni predaval, zato si je moral v svojih šestdesetih letih pripravljati na čisto nova predavanja. Temu je moral prilagoditi tudi temo nastopnega predavanja z naslovom  O předchůdcích ilyrismu. Sjednocení Jihoslovanů (O predhodnikih ilirizma. Združitev Jugoslovanov), ki ga je imel 23. oktobra 1920 na Karlovi univerzi v Pragi. V praškem obdobju je pokazal velike organizacijske sposobnosti. Leta 1920 je postal prvi predstojnik Južnoslovanskega seminarja na Filozofski fakulteti Karlove univerze in leta 1922 predstojnik celotnega Slovanskega seminarja. Na posamezne oddelke  je uspel pritegniti najboljše evropske profesorje slovanskih filologij. Murko je bil med leti 1932–1941 tudi drugi predsednik Slovanskega inštituta. Prav pod njegovim vodstvom je Inštitut postal center slavističnega študija. Leta 1929 je organiziral prvi kongres slavistov v Pragi. Že leta 1921 je skupaj s Oldřichom Hujerjem (1880–1942) osnoval časopis Slavijo, ki še danes izhaja na Slovanskem inštitutu. Izdajala sta jo med leti 1921–1939.V prvi številki časopisa je Murko formuliral svoje nazore o slavistiki. Revija je bila neformalna nadaljevalka Jagićevega Archiva für slavische Philologie (1875–1929). Vzdrževal je pismene stike z vsemu glavnimi predstavniki evropske slavistike in se udeleževal različnih evropskih konferenc in simpozijev. Pogosto je študijsko potoval v Bosno, Srbijo, Hrvaško in Črno goro, kjer je raziskoval južnoslovanske junaške epe. Bil je tudi urednik zbornika o Dobrovskem. Leta 1928 je dobil češko državljanstvo. Od leta 1924 je živel v praškem predelu Bubeneč. Po drugi svetovni vojni je živel kot upokojenec v Pragi. Pokopan je na Vokovickem pokopališču, kjer je njegov grob razglašen za kulturni spomenik. (https://pamatkovykatalog.cz/hrob-m-murka-15729580)
Bil je član številnih (predvsem slovanskih) akademij.  Že leta 1909 mu je Karlova univerza v Pragi podelila častni doktorat.  Od leta 1913 je bil dopisni član Češke akademije znanosti. Bil je tudi dopisni član SAZU (od 1940), 1951 je postal tudi častni doktor ljubljanske univerze.

## Znanstveno delo
Publicistično in znanstveno je pričel delovati in objavljati še kot študent, pisal pa je vse do konca svojega življenja. Neprecenljiv je njegov prispevek raziskav in spisov s področja literarne zgodovine, etnologije ter njegove jezikoslovne in književne razprave. Zgodovinskega pomena je tudi njegovo proučevanje jugoslovanske, predvsem srbske in hrvaške ljudske epike.
Kot vrhunski znanstvenik se je uveljavil v nemški in v širši srednjeevropski slavistiki. Posebno pomembna je njegova vloga  v češki slavistični vedi, ki je v prvi polovici 20. stoletja nadaljevala bogato tradicijo Josef Dobrovskega in Pavla Josefa Šafaříka  je v prvi polovici 20. stoletja zasedla prvo mesto v Evropi. Anton Slodnjak ga je označil za  prvega primerjalnega literarnega zgodovinarja na Slovenskem. Na njega so vplivali tako ruski pozitivizem kot francoska primerjalna veda. ( S Pypinom in  Veselovskim se je tudi srečal na svojem študijskem potovanju leta 1887 v Rusiji). Njegove velike teme so bile preporod, romantika, reformacija in protireformacija, na koncu znanstvene poti pa je preučeval srbsko in hrvaško ljudsko epiko. Primerjalno je raziskoval zgodovino južnoslovanskih literatur (starejše slovstvo južnih Slovanov, obdobje reformacije in protireformacije). Murko je v sintetičnih študijah s prepričljivimi argumenti dokazoval skupno kulturno zgodovine Južnih Slovanov, naglašal skupen evropski prostor, medkulturnost in bogastvo večjezičnosti na Balkanu, ki presega vse religiozne in državne meje. Trudil se je podati čim bolj širok, primerjalni, zgodovinski pogled na narodne literature, s tem da  je v evropskem kontekstu raziskoval  manifestacijo kulturnega in duhovnega življenja pri vseh slovanskih narodih. Poseben pomen je pripisoval jezikovnemu razvoju in principu večjezičnosti. Svoje dosežke je uspešno objavljal večinoma v nemščini – lingui franci tedanjih srednjeevropskih znanstvenikov.  V zadnjem obdobju je v svojem delu uveljavljal idejo neoilirizma. V svojem razumevanju južnoslovanske povezanosti je bil pod vplivom Kollárjevih humanističnih idej. Na žalost pri tem ni upošteval narodne identitete malih slovanskih narodov.
V zrelem obdobju je največ časa posvetil raziskovanju jugoslovanske, predvsem srbske in hrvaške epike, kjer je pokazal tudi največ zanosa, erudicije in originalnosti. V metodologiji raziskovanja je razvil nekatere nove teoretične postulate. V svojih študijah je poudarjal, da se epska pesem prenaša ustno, zgolj po spominu, in živi le, v kolikor se aktualizira v posameznih variantah. Folkloristiko je jemal kot interdisciplinarno vedo v povezavi z zgodovino, etnologijo in filologijo. Posebno zanimive so njegove etnološke in sociološke raziskave pevcev ter pevk v zgodovinskem kontekstu. Poudarjal je bogastvo srbskih in hrvaških junaških epov v zakladnici evropske duhovne zgodovine. Zanimiva so njegova opažanja v zvezi z epom o Hasanaginici, ki je preko Goetheja prodrl najprej v nemški, potem v celoten evropski prostor. V zaključnem monografskem delu, ki je izšlo v Zagrebu: Tragom srpsko-hrvatske narodne epike. Putovanja u godinama 1930–1932 je podal najbolj pregleden in sistematičen uvid v svoja zadnja, a najdaljša znanstvena potovanja v tridesetih letih ter razvil teoretične postulate raziskovanja epskih junaških pesmi pri južnih Slovanih.
Za slovensko književno zgodovino je pomemben tisti del njegovega opusa, ki se ukvarja s starejšimi obdobji (temeljno je delo o južnoslovanski – in slovenski  reformaciji in protireformaciji) in s problematiko slovenske ljudske ustvarjalnosti v južnoslovanskem kontekstu.
Prav v praškem obdobju je Murko do konca razvil svoj organizacijski talent in večkrat razmišljal o prihodnosti slavistike na Češkem in po Evropi. Bistveno je pomagal k temu, da je Praga v obdobju med vojnama postala središče slovanskih študij in da se je evropska slavistika postavila na raven germanistike in romanistike.
Čehi so mu izdali dve knjigi zbranih spisov: leta 1937 Razprave s področja slovanske filologije,in leta 1947 Razprave s področja slovanskega narodopisja, ki jih je uredil Jiří Horák. Najbolj obsežna knjiga folklornih študij mu je izšla 1951 leta v Zagrebu (Po sledovih srbsko-hrvaške epike). Na Slovenskem so izšla njegova Zbrana dela šele leta 1962 (urednik Anton Slodnjak).
Po drugi svetovni vojni je v Pragi o svojem življenju in delu izdal spomine (Pamětí, 1949), ki so jih leta 1951prevedli v slovenščino in izdali pri  Slovenski matici v Ljubljani.
Bil je urednik revije Slavia in zbirke Slavica

## Izbrana bibliografija
- Miklošič in Hrvati: Poslanica hrvatskemu akademičkemu društvu »Zvonimir« v Beču (1883) (COBISS)
- Enklitike v slovenščini. Napisal (1891–1892) (COBISS)
- Narodopisna razstava češkoslovanska v Pragi leta 1895 (1896) (COBISS)
- Deutsche Einflüsse auf die Anfänge der slawischen Romantik. I. Deutsche Einflüsse auf die Anfänge der böhmischen Romantik. Mit einem Anhang: Kollár in Jena und beim Wartburgfest 1897 (1897) (COBISS)
- Dr. Vatroslav Oblak. S podobo. (1899) (COBISS)
- Vatroslav Oblak. Ein Beitrag zur Geschichte der neuesten Slavistik (1902) (COBISS)
- Die slawische Liturgie an der Adria (1905) (COBISS)
- Milivoj Šrepel. Ponatis iz »Ljubljanskega Zvona« leto 1905 (1905) (COBISS)
- Geschichte der alteren sudslawischen Litteraturen (1908) (COBISS)
- Vrazove za tisk pripravljene slovenske pesmi (1910) (COBISS)
- Nauka o jeziku i književnosti Hrvata i Srba (1911) (COBISS)
- Rodoljubna knjiga brez rodoljubja. Martin Žunkovič, Die Slaven, ein Urvolk Europas. (1911) (COBISS)
- Zur Kritik der Geschichte der älteren südslawischen Litteraturen. An die Leser des »Archivs für slawische Philologie.« (1911) (COBISS)
- Die Schröpfkopfe bei den Slaven. Sltv. bańa, banka, lat. belnea. (1913) (COBISS)
- Bericht über phonographische Aufnahme epischer Volkslieder im mittleren Bosnien und in der Herzegovina im Sommer 1913 von Matthias Murko (1915) (COBISS)
- Staat und Gesellschaft im mittelalterlichen Serbien. Denkschriften der kaiserlichen Akademie der Wissenschaften in Wien. (1915) (COBISS)
- Das serbische Geistesleben (1916) (COBISS)
- Die slawische Philologie in Deutschland (1917) (COBISS)
- Dobrozdáni o návrhu Rukověti slovanske filologie (1925) (COBISS)
- Die Bedeutung der Reformation und Gegenreformation für das geistige Leben der Südslaven (1927) (COBISS)
- La poésie populaire épique en Yougoslavie au début XXe  siècle (1929) (COBISS)
- Velika zbirka slovenskih narodnih pesmi z melodijami (1929) (COBISS)
- Das Original von Goethes »Klaggesang von der edlen Frauen des Asan Aga« [Asanaginica] in der Literatur und im Volksmunde durch 1500 Jahre (1937) (COBISS)
- Rozpravy z oboru slovanské filologie. Uspořádal Jiřá Horá (1937) (COBISS)
- Spomeni mojega života (1939) (COBISS)
- Rozpravy z oboru slovanského národopisu. Ed. Jiří Horák. Praha: Slovanský ústav (1947).
- Paměti. [Zapsal Stanislav Petira.] (1949) (COBISS)
- Spomini (1951) (COBISS)
- Tragom srpsko-hrvatske narodne epike. Putovanja u godinama 1930–1932 (1951) (COBISS)